# Élitro

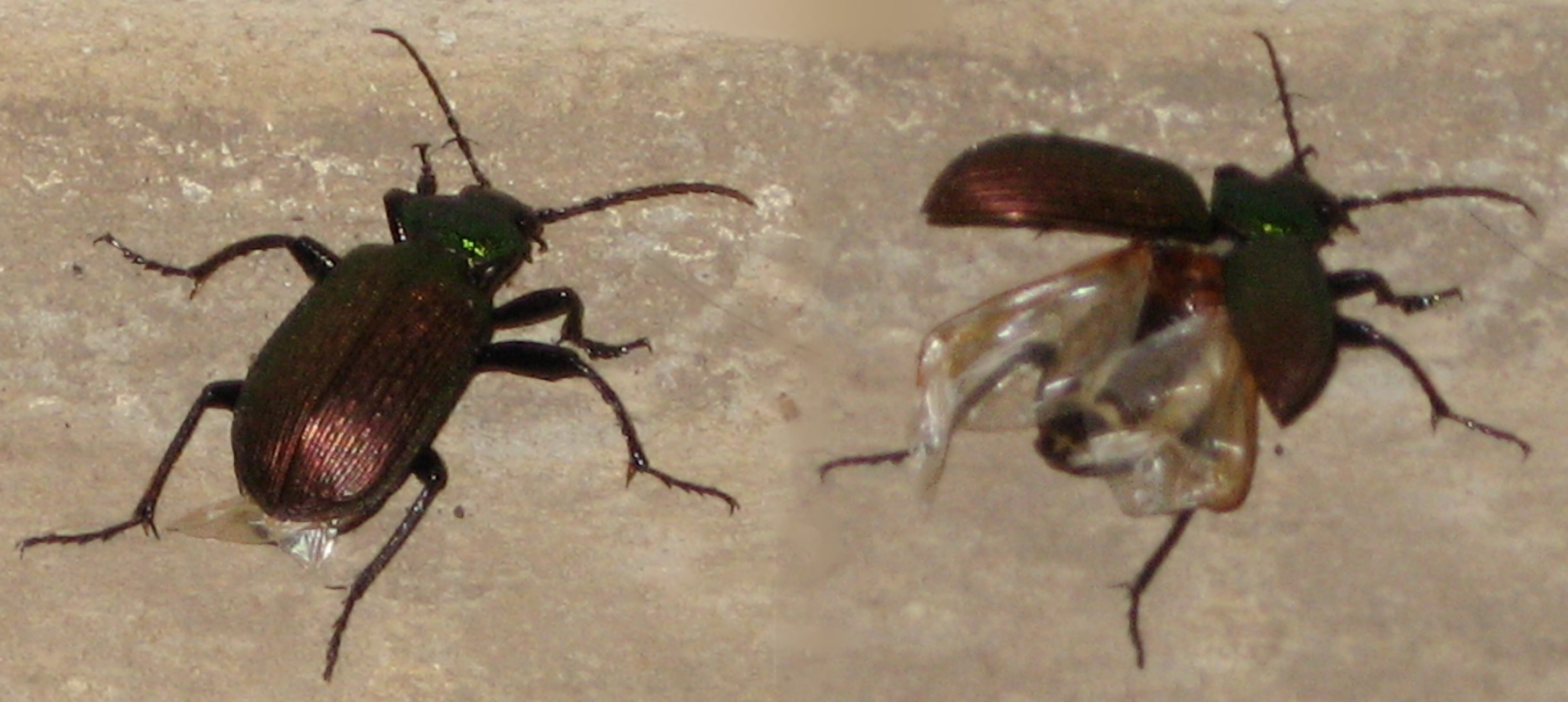
Coleóptero iniciando o voo:
as asas internas se desdobram, enquanto os élitros se erguem.

Os élitros (do grego élytron - estojo, envoltório) são as asas anteriores, modificadas por endurecimento, de certas ordens de insetos (Coleoptera). São chamados de hemiélitros quando o endurecimento não é completo. A sua parte basal ou proximal ao pronoto é espessa e endurecida, e a parte apical ou distal é membranosa, também conhecida como membrana dos hemiélitros. É típica da ordem Hemiptera. Quando estão totalmente engrossados, a condição é chamada de "coleopteróide".
Os coleópteros (besouros) tem-na como conspícuo, a ponto de serem também chamados de elitrópteros - literalmente: que tem asas em forma de estojo.

## Funções
Os élitros servem como proteção para as asas posteriores que estão logo abaixo, e que são aquelas usadas para executar o voo, quando exercem a função de auxiliar o voo, dando equilíbrio.
Têm também uma função de carapaça protetora para as partes moles do abdome. As suas cores também podem ter função de defesa ou alerta aos predadores, como na joaninha, ou de mimetismo quando adaptadas ao meio em que habitam.

## Formatos e semelhanças

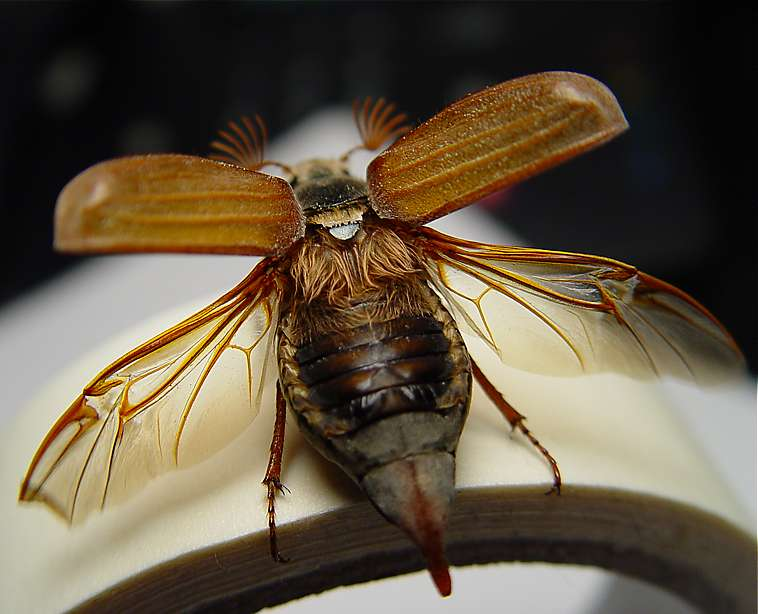
Besouro em posição de voo.

Para ser chamado de élitro o par de asas anteriores modificadas deve ser completamente enrijecida, córneo, não membranosa nem transparente. Nalguns casos os élitros estão fundidos, deixando o inseto sem capacidade de voar.
Os élitros variam em tamanho e textura. Existem coleópteros que possuem os élitros pequenos, como nos Brachiptera, que são braquiélitros (têm élitros curtos) e o número de segmentos expostos serve para identificar grupos distintos. Outras espécies deixam apenas o pigídio exposto.
Outras espécies de insetos também possuem asas anteriores modificadas, algumas de modo semelhante aos élitros - recebendo então outras denominações, como no caso dos Hemiptera (que incluem os percevejos, o barbeiro, a cigarra). Ali as asas anteriores são modificadas (parte basal espessa e apical membranosa), recebendo o nome de hemiélitro.
Nos Blattaria e Mantodea (baratas e louva-a-deus) as asas anteriores são finas e se alongam além do corpo, recebendo a denominação de tégmina, com aspeto coriáceo ou pergaminhoso (como o couro ou pergaminho). O mesmo se dá nos Orthoptera (grilos e gafanhotos).